# Роэн, Жан Альфонс
Жан Альфонс Роэн, или Рён (фр. Jean-Alphonse Roehn; 10 января 1799, Париж — 10 мая 1864, Париж — французский живописец бытового жанра, портретист, карикатурист, гравёр, художник-педагог.

## Биография
Жан Альфонс Роэн родился в семье преподавателя Лицея Людовика Великого, профессионального и успешного живописца, золотого медалиста Парижского салона 1819 года Адольфа-Эжена-Габриэля Роэна (1780—1867).
Первым учителем рисования Жана был отец. Сын занимался в отцовской студии вместе с его студентами до 1813 года и к четырнадцати годам, зарекомендовал себя не только как подающий надежды живописец, но и как талантливый карикатурист и гравёр. В литературе XIX века он часто упоминается как «Жан Альфонс Роэн сын» (Jean- Alphonse Roehn fils). Подписывая свои картины, он иногда добавлял «fils».
Покинув отцовскую мастерскую, Жан продолжил образование в парижской Школе изящных искусств у Жан-Бати́ст Реньо́ и Антуана-Жана Гро.
Он рано получил признание и до 1820 года стал получать первые заказы («Въезд Святого Людовика в Париж после битвы при Монлери»). Жан Альфонс Роэн стремился создавать масштабные историко — религиозные композиции, однако после 1827 года постепенно отказывался от возвышенных тем в пользу более прозаических бытовых сюжетов и портретной живописи.
Он стал писать картины из повседневной жизни с игривым сюжетом. Одновременно с этим работал рисовальщиком и гравёром. Переживая поражение революционной Франции в войне с монархической Европой, он создал серию карикатур в гравюрах, высмеивающих главных противников Франции — британцев.
В 1822 и 1826 годах Роэн безуспешно пытался получить Римскую премию. С 1822 года он был регулярным участником Парижского салона. После первых неудач пришло признание — медаль 2-го класса Парижского салона 1827 года. Роэн повторил этот успех в 1857, 1859 и 1863 годах.
Жан Альфонс Роэн получил приглашение на преподавательскую работу и, как в прошлом его отец, стал профессором рисунка в Лицее Людовика Великого, обучая учеников в созданной им собственной мастерской.
Все свою жизнь Жан Альфонс Роэн провёл в Париже, в котором и умер 10 мая 1864 года.
Произведения Жана Альфонса Роэна хранятся во многих музеях мира. В том числе в Лувре, Британском музее в Лондоне, музее Карнавале в Париже. Они продаются на ведущих аукционах — Sotheby's, Christie’s.

## Творчество
Большинство работ Жана Альфонса Роэна написаны маслом на холсте, однако сохранились произведения, выполненные в рисунке пастелью и акварелью

.
Роэн создал множество изображений жилых и церковных интерьеров, таких как «Интерьер готической церкви» (Музей изящных искусств, Эпиналь). В подобных картинах ему нравилось использовать эффекты света и тени.
Художнику принадлежат произведения с политическим подтекстом («Аллегория республики 1848 года» в Musée Salies, Баньер-де-Бигор) — символическое изображение республики в образе женщины в лавровом венке, символе мира, держащей весы, символ справедливости и трёхцветный флаг. Под её ногой корона сокрушённой монархии и разорванные цепи. Одна из наиболее известных картин — огромное произведение (191см x 272см), созданное в 1831 году — «Похороны жертв Июльской революции перед колоннадой Лувра» — картина, хранящаяся в экспозиции Музея Карнавале).

## Карикатурист и гравёр

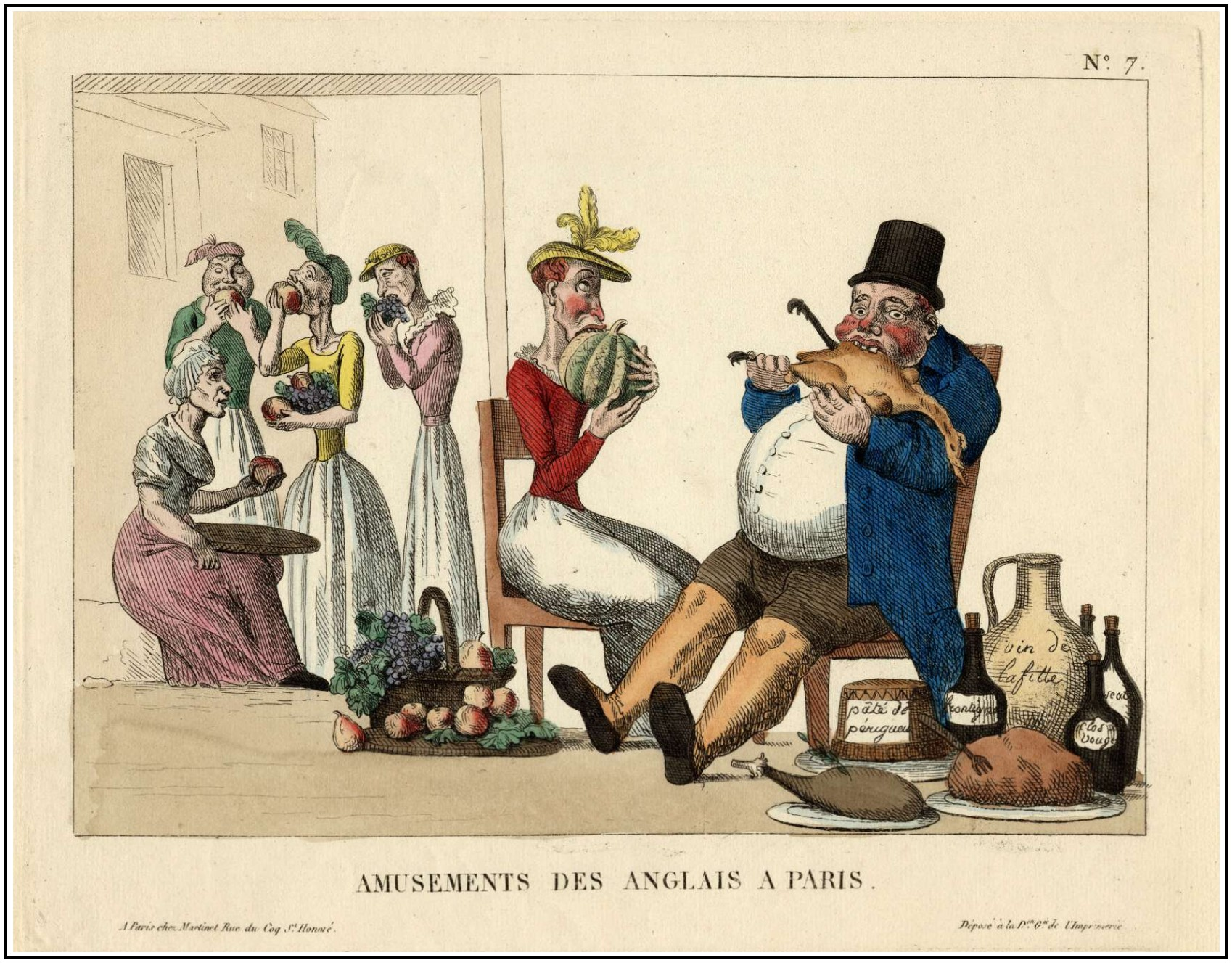
Карикатура «Английские развлечения в Париже». 1814. Офорт, раскраска акварелью

Помимо живописи, Роэн рисовал карикатуры, которыми увлекался ещё в юном возрасте. Первые опубликованные карикатуры, выполненные в технике офорта и раскрашенные акварелью, датируются 1814 годом. В сентябре под его именем был опубликован «Трактат чувствительности, нарисованный на фоне природы в окрестностях Лондона», на табличке которого указан адрес парижского издателя Аарона Мартине. В ноябре последовала пара «Английских развлечений», в которых противопоставляются развлечения в Париже и в Лондоне.
Гравюры — карикатуры, высмеивающие англичан, пользовались успехом у французов, а их продажа приносили молодому художнику неплохой доход. У издателя возникла идея переработать их в пронумерованную серию, вышедшую под общим названием «Английские сцены, нарисованные в Лондоне французским военнопленным». Серия состояла из восьми юмористических изображений. Роэн сам гравировал пластины. Большинство его карикатур были созданы в период между 1814 и 1819 годами.
В других работах, особенно после поражения Наполеона при Ватерлоо, он продолжал высмеивать британцев, изображая их как малокультурную и самодовольную нацию.
В более поздних гравюрах Роэн постепенно отходил от карикатурного жанра, его работы становились более глубокими и обстоятельными.

## Галерея

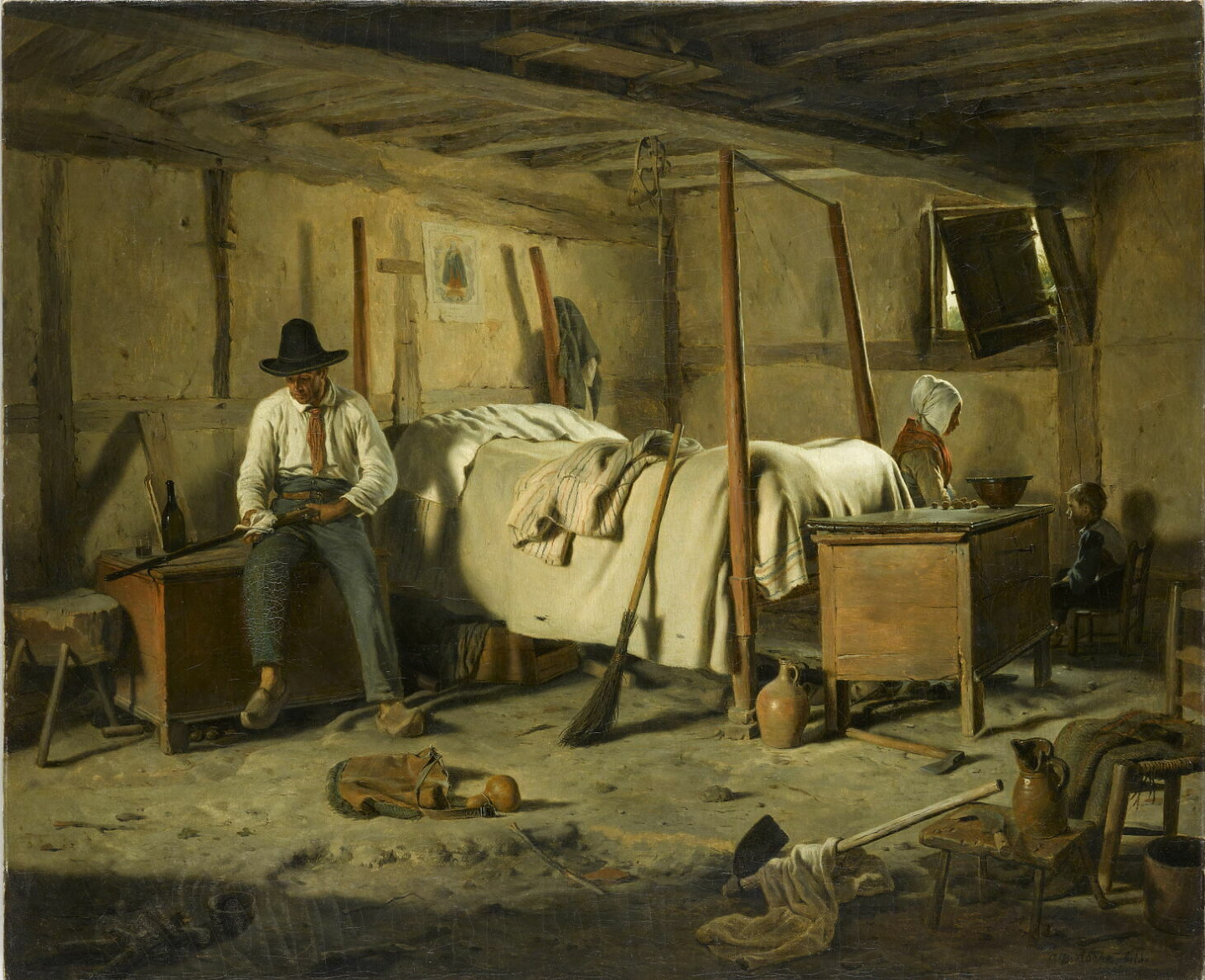
Браконьер. Между 1825 и 1850. Холст, масло. Лувр, Париж
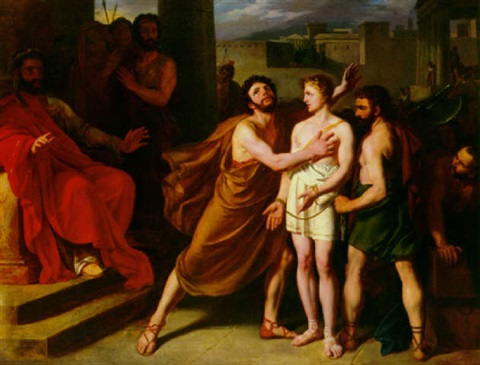
Деймон и Пифий в доме тирана Дионисия. 1826. Частное собрание
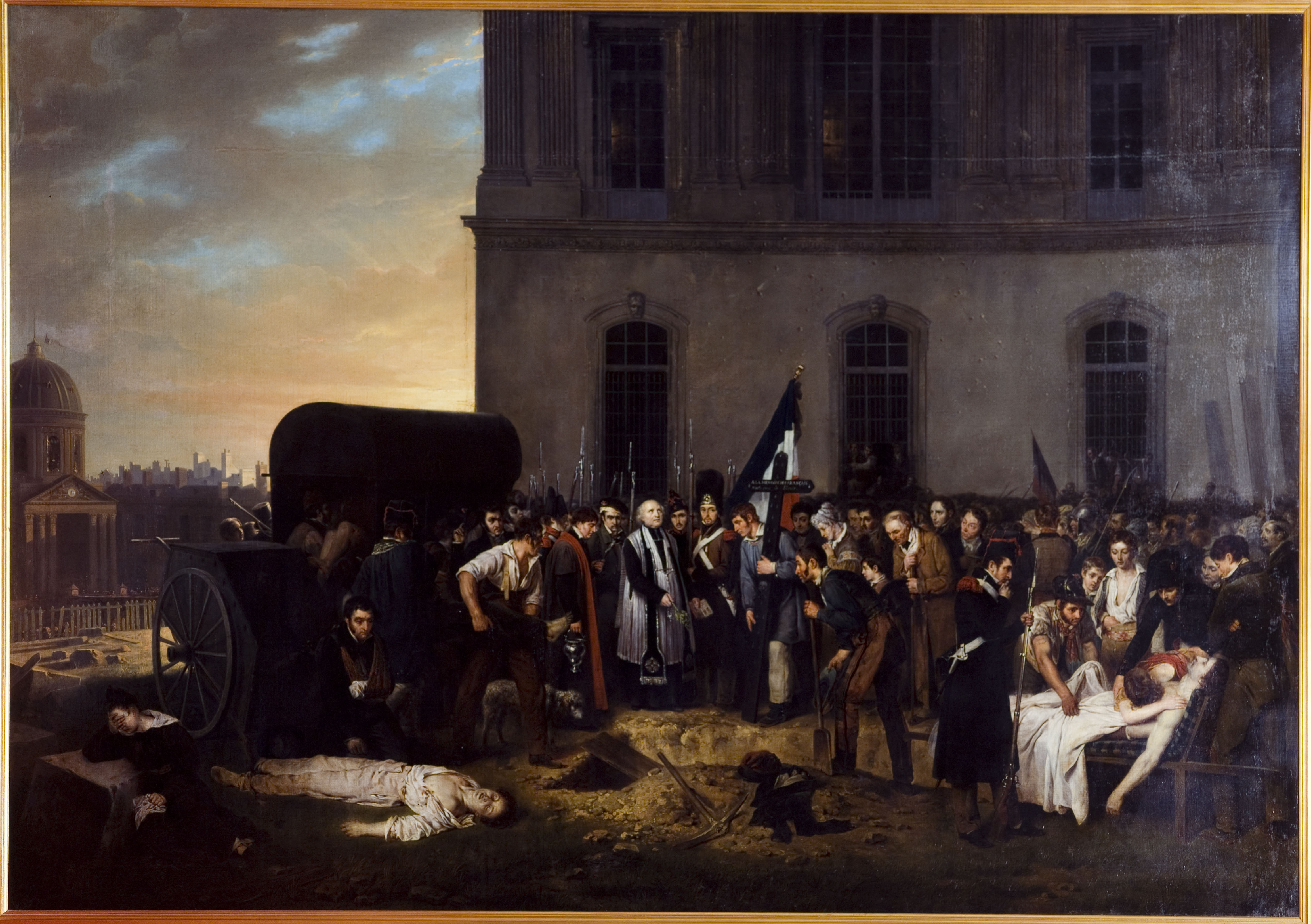
Похороны жертв Июльской революции перед колоннадой Лувра. 1831. Холст, масло. Музей Карнавале, Париж
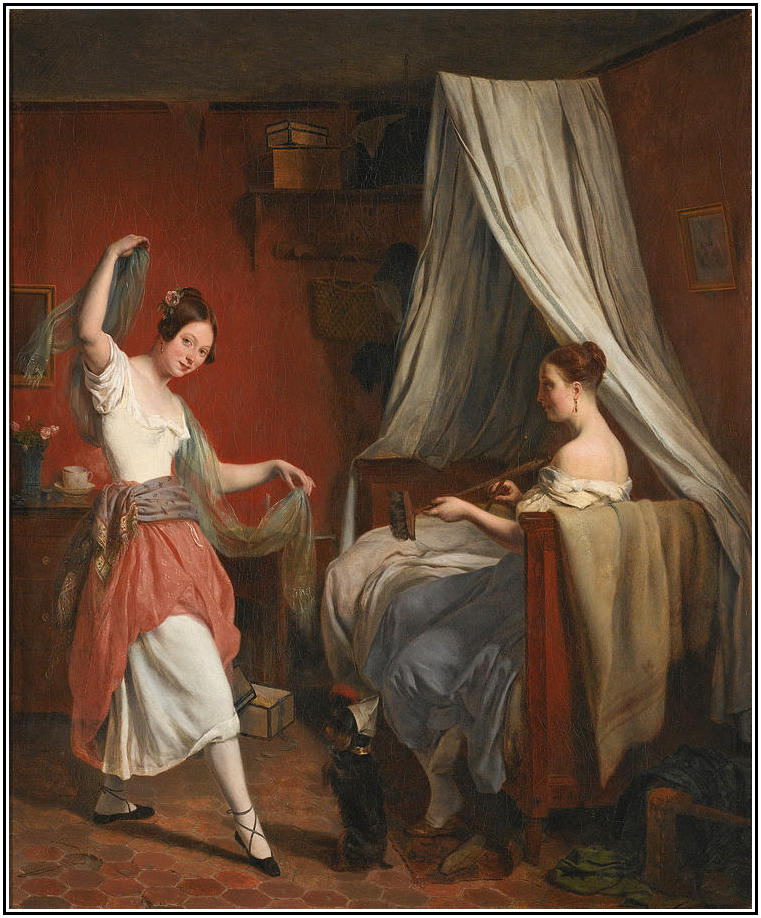
Импровизированный танец. Между 1830 и 1839. Холст, масло. Частное собрание
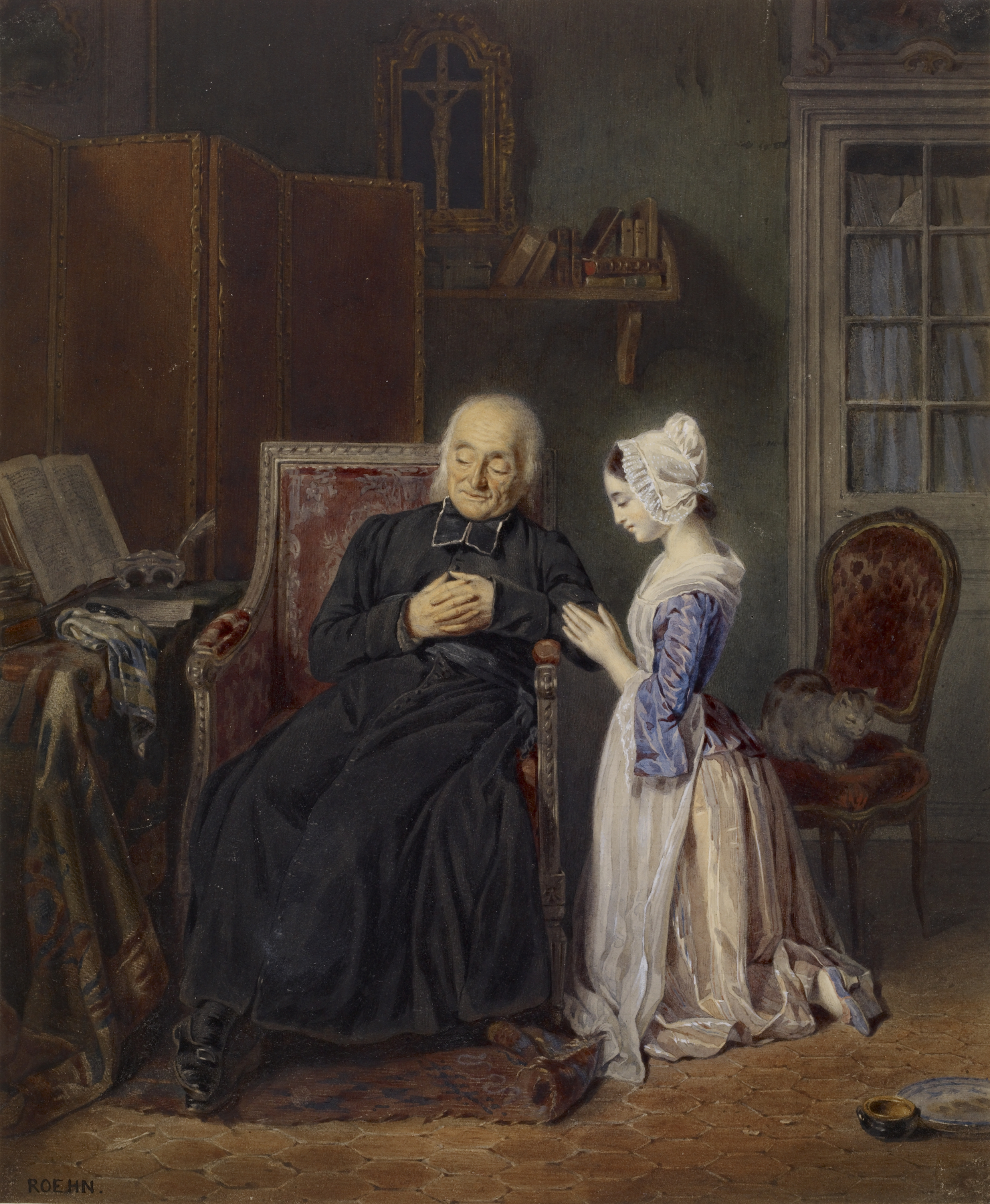
Исповедь. Бумага, акварель, белила. Художественный музей Уолтерса, Балтимор, США
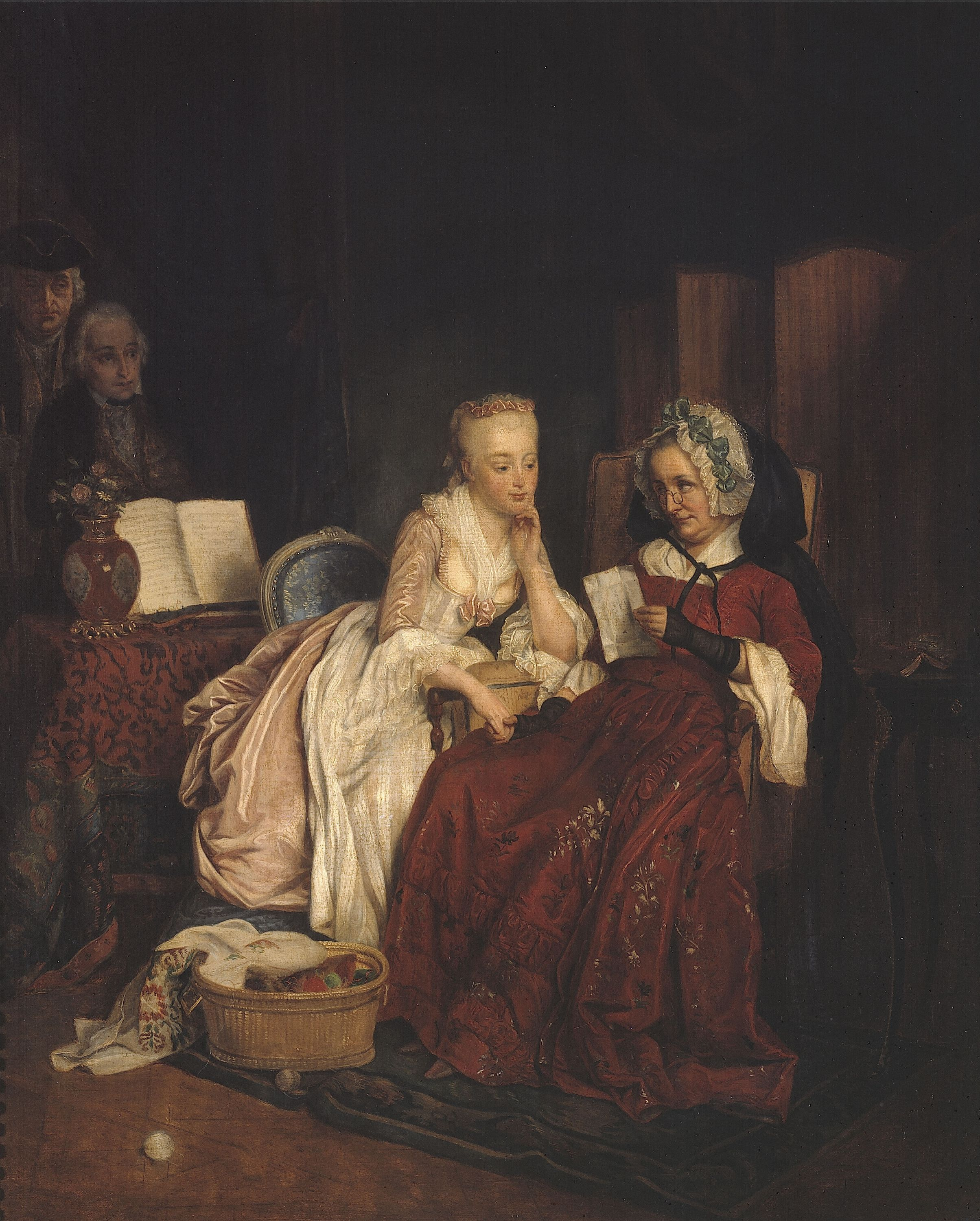
Предложение о замужестве. 1839. Холст, масло. Музей Коньяк-Жэ, Париж
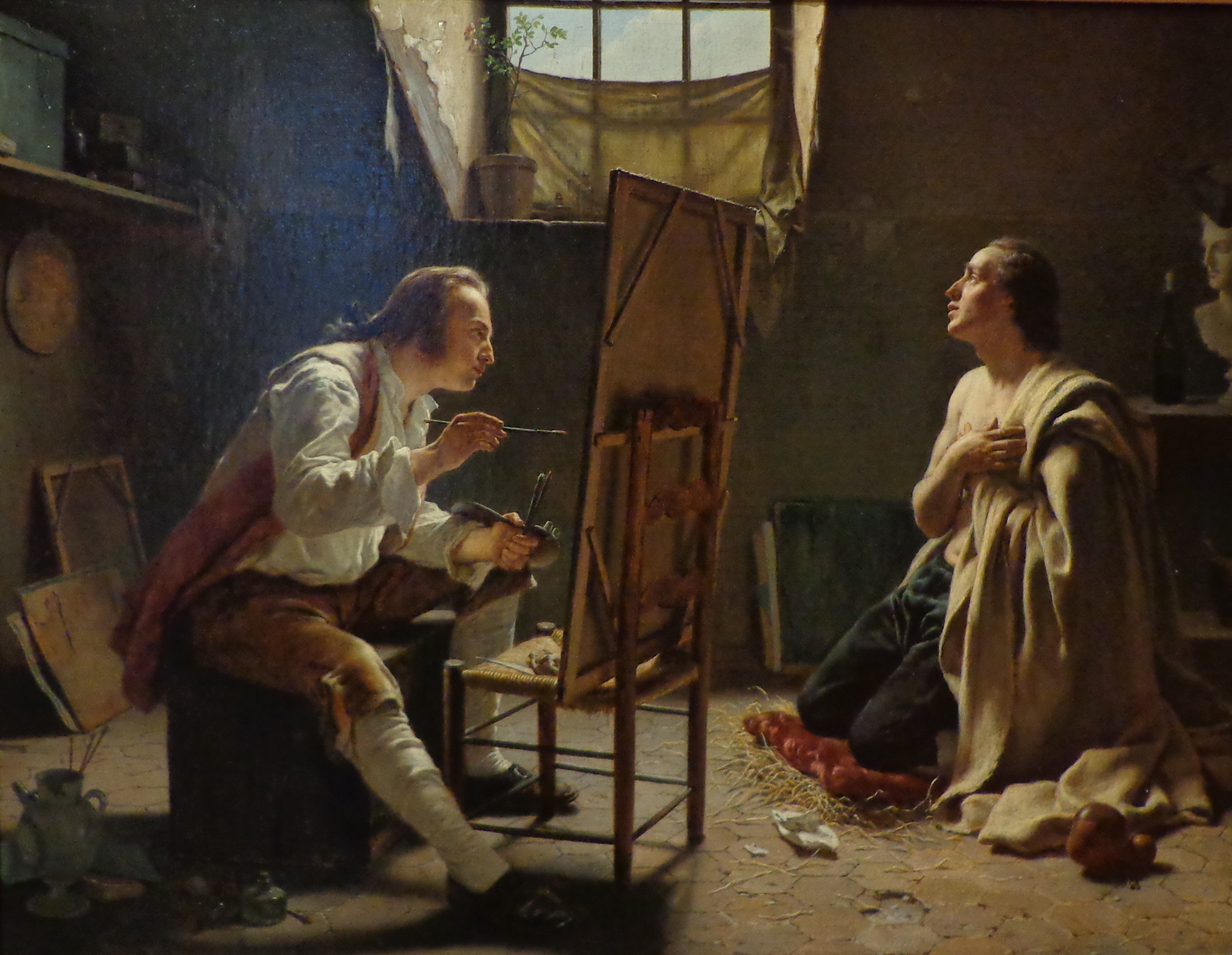
Художник и его модель. Музей изящных искусств, Страсбург